# Paul Steel
Pour les articles homonymes, voir Steel.
Paul Steel, né le 15 août 1970 à Whakatane, est un joueur professionnel de squash représentant la Nouvelle-Zélande. Il atteint en juillet 1994 la 18e place mondiale sur le circuit international, son meilleur classement. Il est champion de Nouvelle-Zélande à dix reprises consécutivement de 1992 à 2001, un record.
En 2011, il est intronisé au New Zealand Squash Hall of Fame.

## Palmarès

### Titres
- Championnat de Nouvelle-Zélande : 10 titres (1992-2001)

### Finales
- Grasshopper Cup : 1996